# Joseph Yves Roüault de Cosquéran
Joseph Yves Roüault de Cosquéran, né le 19 mars 1754 à Loudéac (actuel département des Côtes-d'Armor), mort le 14 avril 1837 à Guillac (Morbihan), est un homme politique de la Révolution française.

## Biographie

### Mandat à la Convention
La monarchie constitutionnelle, mise en application par la constitution du 3 septembre 1791, prend fin à l'issue de la journée du 10 août 1792 : les bataillons de fédérés bretons et marseillais et les insurgés des faubourgs de Paris prennent le palais des Tuileries. Louis XVI est suspendu et incarcéré avec sa famille à la tour du Temple. 
En septembre 1792, Joseph Yves Roüault, alors commissaire près le tribunal criminel du Morbihan, est élu député du département, le huitième et dernier, à la Convention nationale.
Il siège sur les bancs de la Gironde. Lors du procès de Louis XVI, il vote « la réclusion, et l'expulsion à la paix », se prononce contre l'appel au peuple mais en faveur du sursis à l'exécution de la peine. Le 13 avril 1793, il vote en faveur de la mise en accusation de Jean-Paul Marat. Le 28 mai, il vote en faveur du rétablissement de la Commission des Douze. 
Le 3 octobre 1793, après le rapport de Jean-Pierre-André Amar (député de l'Isère), membre du Comité de sûreté générale, Joseph Yves Roüault est décrété d'arrestation pour avoir signé la protestation contre les journées du 31 mai et du 2 juin. Lui et les autres protestataires sont libérés et réintégrés à leur poste de député le 18 frimaire an III (le 8 décembre 1794). 

### Des Cinq-Cents à la Restauration
Sous le Directoire, en vendémiaire an IV (octobre 1795), Joseph Yves Roüault est réélu député du Morbihan et siège au Conseil des Cinq-Cents. Il est tiré au sort pour quitter le Conseil le 1er prairial an V (le 20 mai 1797). 
Le 12 floréal an VIII (le 2 mai 1800), sous le Consulat, Roüault est nommé président du tribunal civil de Ploërmel. Il occupe ce poste jusqu'en 1815. Il est également maire de Josselin. 

## Mandats
- 10/09/1792 - 26/10/1795 : Morbihan - Modérés
- 13/10/1795 - 20/05/1797 : Morbihan - Modérés